# Wirtschafts-, Energie- und Umweltdirektion des Kantons Bern
Die Wirtschafts-, Energie- und Umweltdirektion des Kantons Bern, kurz WEU (französisch Direction de l’économie, de l’énergie et de l’environnement du canton de Berne, DEEE), ist eine der sieben Direktionen (vergleichbar mit den Landesministerien in den deutschen Bundesländern) der Zentralverwaltung des schweizerischen Kantons Bern. Ihr steht seit 1. Juli 2016 Regierungsrat Christoph Ammann (SP) als Volkswirtschaftsdirektor (bis 31. Dezember 2019) bzw. als Wirtschafts-, Energie- und Umweltdirektor (seit 1. Januar 2020) vor. Bis zum 31. Dezember 2019 hiess die Direktion Volkswirtschaftsdirektion des Kantons Bern (VOL).

## Aufgaben
Zu den Aufgaben der Wirtschafts-, Energie- und Umweltdirektion gehören folgende Themenbereiche:
- Wirtschaft und Wirtschaftsförderung
- Tourismus und Regionalentwicklung
- Arbeit und Arbeitslosigkeit
- Energie
- Umwelt
- Land- und Waldwirtschaft
- Jagd und Fischerei
- Veterinärwesen
- Lebensmittelsicherheit

## Struktur

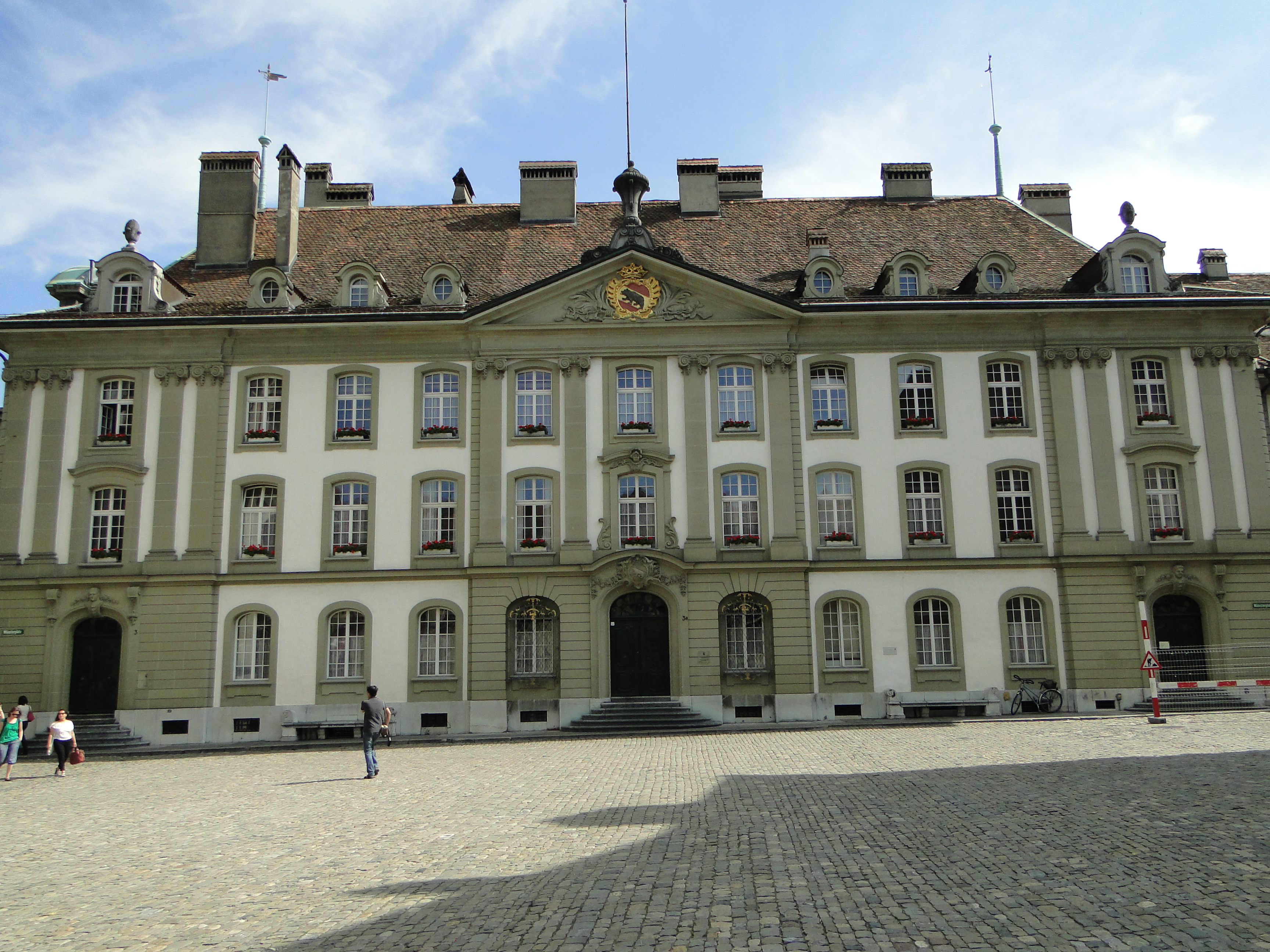
Stiftsgebäude am Münsterplatz in Bern, Sitz der Wirtschafts-, Energie- und Umweltdirektion des Kantons Bern

Die Wirtschafts-, Energie- und Umweltdirektion gliedert sich in die folgenden Organisationseinheiten:
- Generalsekretariat der Wirtschafts-, Energie- und Umweltdirektion (GS WEU)
- Amt für Landwirtschaft und Natur (LANAT)
- Amt für Wald und Naturgefahren (AWN, bis 31. Dezember 2019 als Amt für Wald bezeichnet)
- Amt für Wirtschaft (AWI, seit 1. Januar 2020, vorher Teil des Amtes für Berner Wirtschaft beco)
- Amt für Arbeitslosenversicherung (AVA, seit 1. Januar 2020, vorher Teil des Amtes für Berner Wirtschaft beco)
- Amt für Umwelt und Energie (AUE, seit 1. Januar 2020, vorher als Amt für Umweltkoordination und Energie in der Bau-, Verkehrs- und Energiedirektion)
- Amt für Veterinärwesen (AVET, seit 1. Januar 2021, vorher Teil des Amtes für Landwirtschaft und Natur)
- Kantonales Laboratorium (KL, seit 1. Januar 2020, vorher in der Gesundheits- und Fürsorgedirektion)

Per Ende Dezember 2022 beschäftigte die Wirtschafts-, Energie- und Umweltdirektion 1508 Mitarbeitende.